# Maranello
Maranello és un municipi del nord d'Itàlia de la província de Mòdena, en la regió d'Emília-Romanya. Maranello és conegut com la llar de la marca de cotxes Ferrari i de la Scuderia, el prolífic equip de Fórmula 1. També és la llar de la Carrozzeria Scaglieti, actualment propietat de Ferrari. Dos cotxes fabricats de Ferrari duen el nom de Maranello en honor d'aquesta localització, el Ferrari 550 Maranello i el Ferrari 575M Maranello. Prop del poble es troba el Circuit de Fiorano, propietat també de Ferrari.

## Vistes principals
La nova biblioteca de Maranello la va dissenyar conjuntament Andrea Maffei i Isozaki. La biblioteca va obrir el 2012. L'església parroquial de San Biagio es va reconstruir el 1903.